# セルヒオ・アセンホ
セルヒオ・アセンホ・アンドレス（Sergio Asenjo Andrés、1989年6月28日 - ）は、スペイン・バレンシア州パレンシア県パレンシア出身のサッカー選手。元スペイン代表。ポジションはゴールキーパー。

## 経歴

### クラブ

#### レアル・バリャドリード
カスティーリャ・レオン州のパレンシアに生まれ、州都バリャドリッドにあるレアル・バリャドリードの下部組織に入団するとすぐに期待の若手と目された。2007-08シーズンはセグンダ・ディビシオンB（3部）のレアル・バリャドリードBでプレーしていたが、トップチームのリュドヴィク・ビュテルとアルベルト・ロペス・フェルナンデスが低調なプレーを続けていたことからアセンホに出場機会が巡り、2007年12月12日のビジャレアルCF戦 (2-0) でデビューして完封勝利を収めた。デビュー戦からの5試合で1点しか許さず、そのシーズンのプリメーラ・ディビシオン最年少でのレギュラーポジションを守り続けた。2008年には初のプロ契約を交わし、2008-09シーズンも序盤戦は正GKの座を守ったが、膝の怪我で離脱しフスト・ビジャールにポジションを明け渡した。

#### アトレティコ・マドリード
2009年7月8日、移籍金500万ユーロでアトレティコ・マドリードと4年契約を結んだ。アトレティコでは背番号1番を与えられ、2009-10シーズン前半戦はレギュラーとして出場したが、2010年1月中旬以降はU-20ワールドカップで不在中に好プレーを披露していた1歳年下のダビド・デ・ヘアにポジションを譲った。2010年5月8日の第37節スポルティング・デ・ヒホン戦には久々の出場機会が訪れたが、その試合で膝を負傷して残りのシーズンを棒に振り、11月まで長期離脱した。

#### マラガへのレンタル移籍
2010-11シーズンもデ・ヘアがレギュラーとして起用されたため、アセンホは出場機会を求めて2010年12月28日にGKのレギュラーが定まらないマラガCFにレンタル移籍したが、2月6日の第22節セビージャFC戦で右膝前十字靭帯を損傷し、残りのシーズンを棒に振った。結局、5試合の出場に留まりシーズン終了後にアトレティコに復帰した。

#### アトレティコ復帰
アトレティコ復帰後は背番号25番に変更になっただけでなく、新たに就任したグレゴリオ・マンサーノ監督によりイングランドのチェルシーFCからレンタルで加入したティボ・クルトゥワがレギュラーに据えられ、さらに第2GKにアセンホに代わって新たに背番号1番をつけた1歳年下のジョエル・ロブレスが起用されることが多くベンチ外の試合が多かった。しかし、レアル・マドリードとのマドリードダービーではクルトゥワが退場処分を受けたため途中出場を果たした。ダービーではクルトゥワの退場前は1-0とリードしていたが、その後4失点を喫してしまい1-4で完敗した。次のラージョ・バジェカーノ戦ではクルトゥワが出場停止のため久々の先発出場を果たし、3-1の勝利に貢献した。その後もクルトゥワの控えとしての日々が続いているが、12月22日にマンサーノ監督が解任されてクラブOBのディエゴ・シメオネ監督が就任するとベンチ入りの機会も増加し、さらに1月30日に控えGKの座を争っていたジョエルがラージョにレンタル移籍したため、第2GKとして定着している。しかし、クルトゥワの壁は高くその後も出場機会には恵まれなかった。

#### ビジャレアル
2013年7月23日、ビジャレアルCFへの1年間のレンタル移籍が発表された。ここでレギュラーとして活躍し、2014年6月27日にビジャレアルへ完全移籍、5年契約を結んだ。
2014年11月9日、RCDエスパニョール戦で味方DFと接触して頭から落下し倒れ込んだ。そのまま試合に復帰しプレーを続けたが、試合後に痛みとめまいを訴えて入院した。
2015年4月30日、アトレティコ・マドリード戦で右膝の前十字靭帯断裂の大怪我を負った。2016年12月14日、クラブとの契約を2022年まで延長した。2017年2月26日、レアル・マドリード戦で左膝の前十字靭帯断裂の大怪我を負った。11月30日、コパ・デル・レイのSDポンフェラディーナ戦で9ヶ月振りに復帰を果たした。
2018年2月25日、ヘタフェCF戦ではPKを2本ストップして勝利に貢献した。
長らくレギュラーの座を保っていたが、2021-22シーズンにてアルゼンチン代表ヘロニモ・ルジにポジションを奪われ自身は第2GKに降格。

### バジャドリード
2022年7月7日、レアル・バリャドリードへ完全移籍することが発表された。1年目は主にジョルディ・マシップの控えとして10試合に出場したが、2年目の2023ｰ24シーズンはジョン・ヴィクトルが加入すると第3GKに降格し、9月1日に契約解除が発表された。

### 代表

#### 世代別代表
2006年にはU-17スペイン代表としてUEFA U-17欧州選手権に出場し、すべての試合に先発出場して3位に輝いた。2007年にはUEFA U-19欧州選手権に出場し、グループリーグでは控えゴールキーパーだったが、準決勝のU-19フランス代表戦では負傷した正GKの代役を務め、PK戦で2本のシュートをセーブして決勝進出に貢献した。決勝のU-19ギリシャ戦でも好調なプレーを見せ、1-0で勝利してヨーロッパ王者となった。2008年8月にはU-21スペイン代表デビューし、2009年のUEFA U-21欧州選手権では正GKとして出場、同年のFIFA U-20ワールドカップにも出場した。

#### A代表
2015年3月20日、UEFA EURO 2016予選と国際親善試合に向けてのスペイン代表メンバーに初招集された。

## タイトル

### クラブ
アトレティコ・マドリード
- UEFAヨーロッパリーグ：2回 (2009-10, 2011-12)
- UEFAスーパーカップ：2回 (2010, 2012)
- コパ・デル・レイ：1回 (2012-13)

ビジャレアルCF
- UEFAヨーロッパリーグ : 1回 (2020-21)

### 代表
U-19スペイン代表
- UEFA U-19欧州選手権：1回 (2007)